# Wilkinson Microwave Anisotropy Probe
A Wilkinson Microwave Anisotropy Probe (WMAP) é uma sonda da NASA cuja missão é estudar o espaço profundo e medir as diferenças de temperatura que se observam na radiação cósmica de fundo em micro-ondas, um remanescente do Big Bang. Foi lançada por um foguete Delta II no dia 30 de junho de 2001 no Centro Espacial John F. Kennedy, localizado no Cabo Canaveral, Flórida, Estados Unidos.
O objetivo da missão WMAP é testar as teorias sobre a origem e evolução do universo. É sucessora do Cosmic Background Explorer (COBE) e faz parte do programa de exploradores de classe média da NASA.
WMAP foi nomeada assim em honra a David Wilkinson, membro da equipe científica da missão e pioneiro no estudo da radiação de fundo. Os objetivos científicos da missão ditam que a temperatura da radiação deve ser medida com uma altíssima resolução e sensibilidade. Devido a isto, a prioridade no projeto foi a de evitar erros sistemáticos na tomada de dados.
A radiação cósmica de fundo em micro-ondas é um ruído cosmológico que pode ser compreendido como um "fóssil" de uma época em que o universo era muito novo. Ele é proveniente da separação da interação entre a radiação e matéria (época chamada de recombinação).
A sonda WMAP usa radiômetros diferenciais de micro-ondas que medem as diferenças de temperatura entre dois pontos do céu. WMAP se encontra em órbita em torno ao ponto Lagrangiano L2, situado a cerca de 1,5 milhões de quilômetros da Terra.

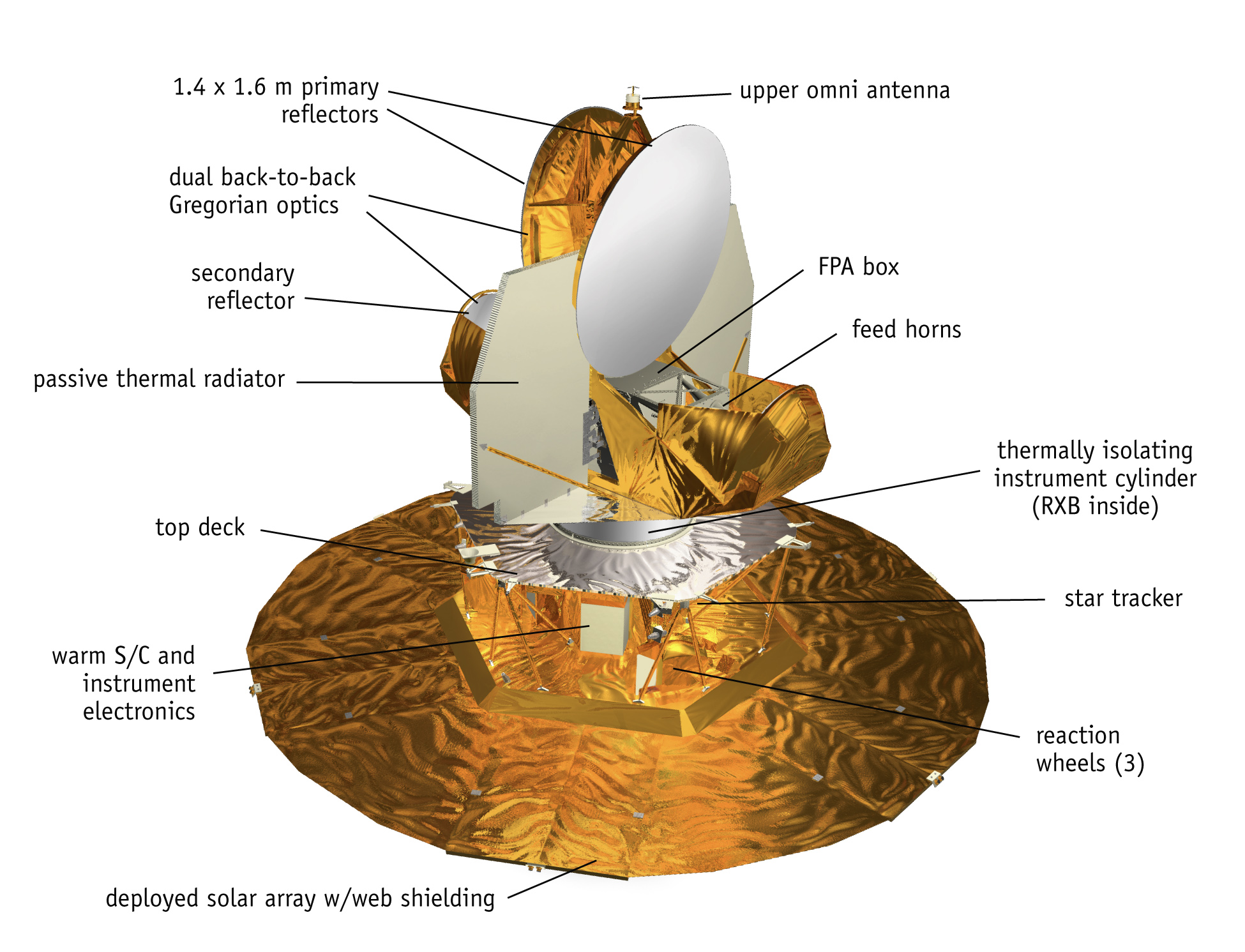
Diagrama do WMAP

Este ponto de observação (situado na linha que une ao Sol com a Terra) proporciona à sonda um ambiente excepcionalmente estável, já que pode apontar em qualquer direção ao espaço profundo, sem ver-se afetada pela presença do astro rei. Além disso, desde o ponto L2 observa o céu inteiro a cada seis meses. Para evitar as interferências provenientes de nossa própria galáxia, WMAP usa cinco bandas de frequência separadas, desde os 22 GHz aos 90 GHz.
A 11 de fevereiro de 2003, o grupo de relações públicas da NASA convocou uma roda de imprensa para revelar os resultados para a idade e composição do universo. Nesta roda de imprensa se revelou a imagem mais intrincada do universo primogênito tomada até hoje, na espera do lançamento e os resultados da Missão Planck. Segundo a NASA, esta imagem "contém tal nível de detalhe que se pode considerar um dos resultados científicos mais importantes dos últimos anos". Há que se ter em conta que ainda que esta imagem não é a de maior resolução tomada sobre o fundo cósmico de microondas, é a melhor imagem que temos da radiação de fundo de todo o céu.
Os dados de três anos do WMAP foram publicados ao meio-dia de 17 de março de 2006. Estes dados incluem as medidas da temperatura e da polarização dos CMB, que proporcionam uma confirmação mais sólida do modelo padrão Lambda-CDM.

## Descobrimentos do WMAP

Imagem do WMAP do fundo cósmico de microondas

WMAP está obtendo medidas de muitos parâmetros cosmológicos com uma precisão muito maior que a que tínhamos até agora. De acordo com os modelos atuais do universo, os dados do WMAP mostram que:
- A idade do universo é de (13,7 ± 0,2) bilhões de anos;
- O universo é composto por cerca de 4% de matéria ordinária, 23% de matéria escura e de cerca de 73% de energia escura;
- Os modelos cosmológicos inflacionários se verificam com as observações, ainda que haja uma anomalia inexplicada a grandes escalas angulares;
- A Constante de Hubble é (71 ± 4) km/s/Mpc;
- Aplicando as teorias atuais aos dados do WMAP se obtém que o universo se expandirá infinitamente, e que está curvado em sua representação espaço-tempo com forma de cone;
- Os panoramas cosmológicos da inflação cósmica estão em um acordo melhor com os dados de três anos, ainda que todavia haja uma anomalia inexplicada na medida angular maior do momento quadripólo.

## Outros instrumentos centrados também no Fundo Cósmico de Microondas

### Prévios ao WMAP
Antes do WMAP, vários instrumentos melhoraram nossos mapas do fundo cósmico de microondas:
- COBE: mediu as flutuações em grande escala;
- Cosmic Anisotropy Telescope: mediu as variações em pequena escala em regiões concretas do céu;
- BOOMERanG: mediu as flutuações com uma precisão melhorada;
- Maxima: mediu as flutuações com uma precisão melhorada;
- Cosmic Background Imager: mediu as flutuações em pequena escala com uma precisão melhorada.

### Depois do WMAP
A Planck foi uma sonda espacial operada pela Agência Espacial Europeia (ESA) de 2009 a 2013, que realizou medidas com maior precisão e resolução que o WMAP.